# Mesonics
Els mesonics (Mesonychia, ‘urpes mitjanes’) són un ordre extint de mamífers carnívors mitjans-grossos que tenien una relació molt propera amb els artiodàctils. Antigament es pensava que els mesonics eren els avantpassats directes dels cetacis, però recentment s'ha descobert que la seva relació és més llunyana.